# خیابان اوسینگتون
خیابان اوسینگتون (انگلیسی: Ossington Avenue) یک خیابان اصلی یا شریانی در تورنتو، انتاریو، کانادا، غرب مرکز شهر است. پایانه جنوبی آن، که عموماً به عنوان نوار اوسینگتون شناخته می‌شود، یک بخش ۵۶۰ متری که در سال ۱۸۱۶ برای اتصال دو بخش طولانی‌تر یک جاده نظامی ساخته شد، پس از یک قرن وجود مستقل در خیابان اصلی جذب شد.